# ケルヴィン・マテウス・デ・オリヴェイラ
ケルヴィン・マテウス・デ・オリヴェイラ（Kelvin Mateus de Oliveira, 1993年6月1日 - ）は、ブラジル・クリチバ出身のサッカー選手。ポジションはFW（右ウィング）。

## 経歴
パラナ・クルーベの下部組織出身でトップチームに昇格した。
2011年6月末に18歳でFCポルトに移籍。2011-12シーズンはクリスティアン・アツと共にリオ・アヴェFCに期限付き移籍となる。8月21日にプリメイラ・リーガデビューを果たした。2012-13シーズンにポルトに復帰するも、リーガプロに所属するFCポルトBでシーズンの大半を過ごす事となった。トップチームでは控えとして起用され、SCブラガやSLベンフィカ相手に得点を奪っている。
2015年1月13日にSEパウメイラスに期限付き移籍。翌年7月2日にはサンパウロFCへ、その翌年はCRヴァスコ・ダ・ガマへローンとなる。2017年6月8日のSCコリンチャンス・パウリスタ戦でスタメンに起用されるが、試合開始直後に左膝前十字靭帯を損傷し長期離脱を余儀なくされた。
2019年4月、フルミネンセFCに移籍。同年9月にはコリチーバFCへ加入した。
2021年3月5日、ブラジル・セリエBのヴィラ・ノヴァFCとシーズン終了までの契約を締結した。
2022年6月9日、FC琉球への加入が発表された。
2023年、開幕戦のヴァンラーレ八戸戦でリフティングを繰り返して決めたゴールがJ3の3月月間ベストゴールに選ばれた。　

## 個人成績
| 国内大会個人成績 | 国内大会個人成績 | 国内大会個人成績 | 国内大会個人成績 | 国内大会個人成績 | 国内大会個人成績 | 国内大会個人成績  | 国内大会個人成績  | 国内大会個人成績 | 国内大会個人成績 | 国内大会個人成績 | 国内大会個人成績 |
| 年度             | クラブ           | 背番号           | リーグ           | リーグ戦         | リーグ戦         | リーグ杯          | リーグ杯          | オープン杯       | オープン杯       | 期間通算         | 期間通算         |
| 年度             | クラブ           | 背番号           | リーグ           | 出場             | 得点             | 出場              | 得点              | 出場             | 得点             | 出場             | 得点             |
| 日本             | 日本             | 日本             | 日本             | リーグ戦         | リーグ戦         | リーグ杯          | リーグ杯          | 天皇杯           | 天皇杯           | 期間通算         | 期間通算         |
| ---------------- | ---------------- | ---------------- | ---------------- | ---------------- | ---------------- | ----------------- | ----------------- | ---------------- | ---------------- | ---------------- | ---------------- |
| 2022             | 琉球             | 34               | J2               | 17               | 1                | -                 | -                 |                  |                  |                  |                  |
| 2023             | 琉球             | 34               | J3               | 27               | 2                | -                 | -                 |                  |                  |                  |                  |
| 通算             | 日本             | 日本             | J2               | 17               | 1                | -\|\|\|\|\|\|\|\| | -\|\|\|\|\|\|\|\| |                  |                  |                  |                  |
| 通算             | 日本             | 日本             | J3               | 27               | 2                | -\|\|\|\|\|\|\|\| | -\|\|\|\|\|\|\|\| |                  |                  |                  |                  |
| 総通算           | 総通算           | 総通算           | 総通算           | 44               | 3                | 0                 | 0\|\|\|\|\|\|\|\| |                  |                  |                  |                  |

## タイトル
ポルト
- プリメイラ・リーガ : 2012-13
- スーペルタッサ・カンディド・デ・オリベイラ : 2013

パウメイラス
- コパ・ド・ブラジル : 2015